# Hederlez

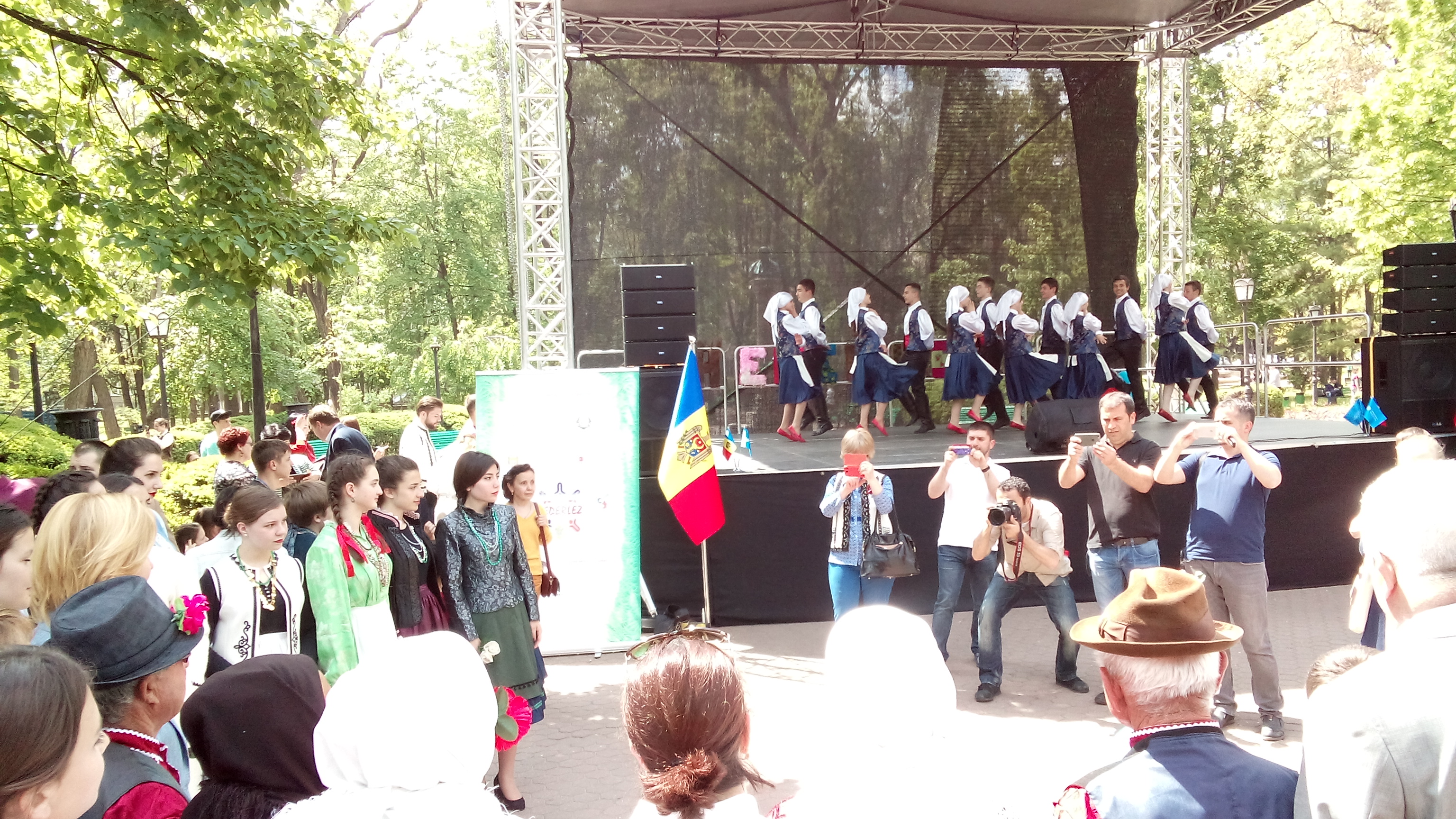
Celebrarea Hederlez-ului la Chișinău

Hıdırellez Bayramı (Hıdrellez sau Hederlez) este o sărbătoare celebrată în lumea turcică. Este sărbătorit Ruz-ı Hızır (ziua lui Hızır) ca zi în care s-au întâlnit Hızır și İlyas. 
În cadrul lumii islamice se observă că sărbătoarea se ține, mai ales, în Turcia.

## Etimologie
Ziua Hederlez-ului, conform calendarului Gregorian, are loc pe 6 mai.
Perioada dintre 6 mai și 17 noiembrie este considerată vară (zilele lui Hızır), iar între 18 noiembrie și 5 mai sunt zilele lui Kasım (adică zilele de iarnă). Datorită acestui fapt se consideră că 6 Mai este începutul zilelor de vară. 

## Origine
Sunt diverse variante în privința originii lui Hızır și a sărbătorii de Hıdırellez. Una dintre acestea spune că Hederlez aparține culturilor mesopotamiene și anatoliene; altele spun că aparține culturii turce pre-islamice din Asia Centrală. Este imposibilă atribuirea sărbătorii de Hederlez unei singure culturi. Din timpuri preistorice s-a observat sărbătorirea venirii verii în Mesopotamia, Anatolia, Iran, Balcani și chiar în toate țările din estul Mării Mediterane.

## Hızır
Hızır a atins nemurirea bând apa vieții; se plimbă printre noi, mai ales, vara, împrăștiind belșug și sănătate.
Hızır este mai degrabă o stare naturală decât o persoană anume, reprezintă împrospătarea vieții odată cu venirea verii. 
Caracteristici Hızır-ului:
- ajută oamenii credincioși, cu inima curată;
- aduce prosperitate, împlinire și bogăție;
- aduce bucurii celor necăjiți, însănătoșire bolnavilor;
- plantele înverzesc, animalele se înmulțesc, oamenii devin mai puternici;
- norocul se întoarce în favoarea oamenilor;
- este simbolul norocului și al sorții favorabile;
- posedă puterea de a face miracole.

## Locul sărbătorii
Sărbătorirea Hederlez-ului are loc, în general, la iarbă-verde, la pădure, pe marginea apelor sau la cimitire. Există obiceiul de a folosi plante proaspete sau carne de miel în mâncarurile preparate cu această ocazie. Se crede că mâncarea primului ied al verii aduce sănătate și bunăstare. Dacă se adună ierburi proaspete și flori, iar apoi acestea se fierb, se crede că acea apă va aduce însănătoșire bolnavilor, iar îmbăierea cu acea apă timp de patruzeci de zile înfrumusețează și întinerește.

## Tradiții
Hederlez-ul se sărbătorește încă cu mare fast în Anatolia - este un obicei arhaic. Motivele de Hederlez se pot întâlni de-a lungul timpului sub diverse forme și diverse denumiri. Venirea verii și învierea naturii a fost considerat un motiv de sărbătoare.
În noaptea de Hederlez se fac mai multe ritualuri, crezându-se că Hızır va aduce prosperitate locurilor prin care trece. Capacele oalelor, hambarele și buzunarele se lasă deschise. Cei care doresc casă, grădină, mașină, lasă în noaptea de Hederlez o miniatură a ceea ce vor la tulpina trandafirilor, cu speranța că vor fi ajutați. În același timp, leagă batiste roșii (ca de trandafir) pentru împlinirea dorințelor și așteaptă timp de un an împlinirea dorințelor. Unele persoane își pun o dorință aprinzând un foc și sar peste acesta pentru îndeplinirea dorințelor.

## Hızır și Coranul
Vezi: Kuran Kerim (Sura Al-Kahf: 60-82)